# بولجوجي

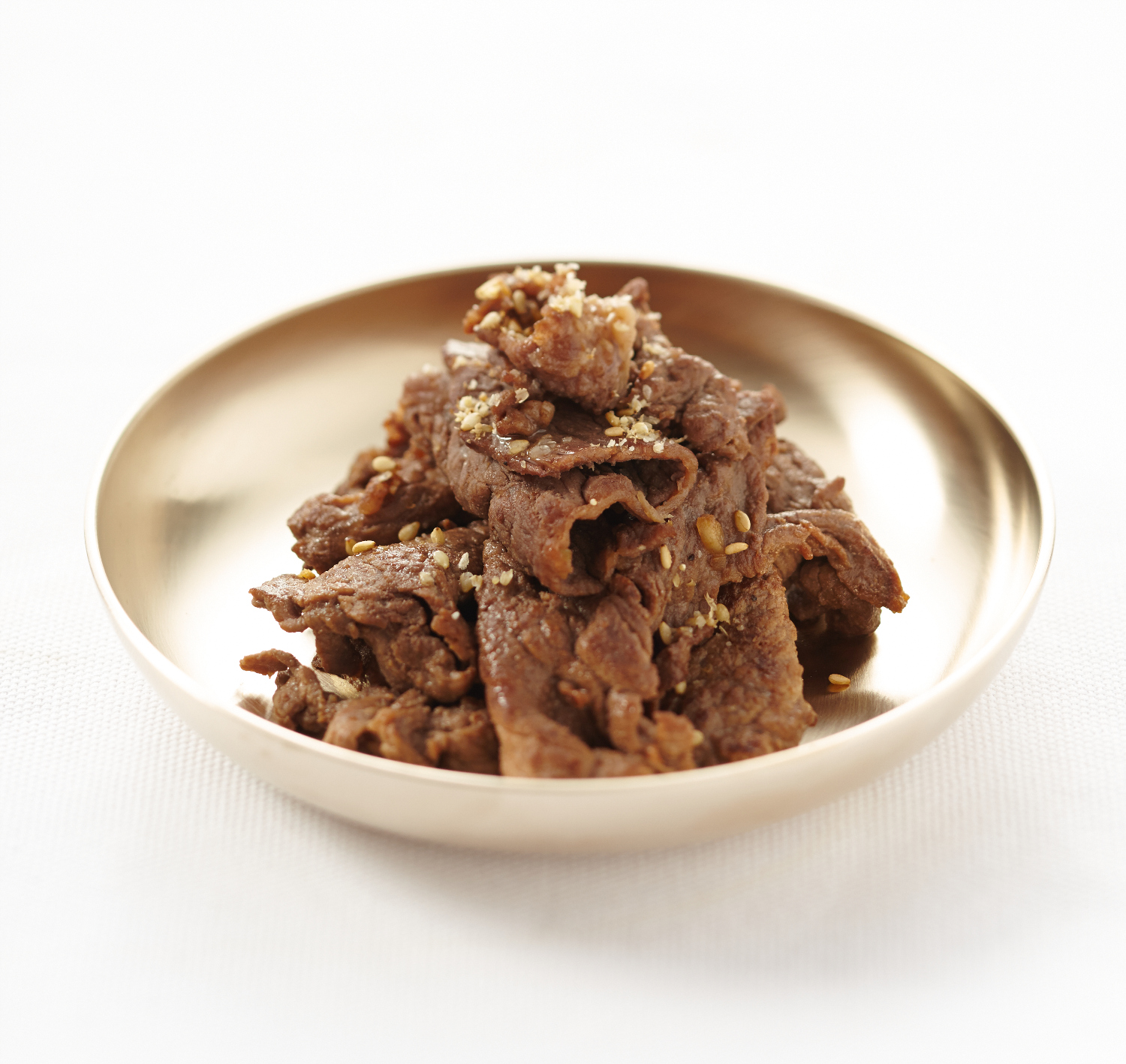
بولجوجي

بولجوجي هي إحدى الأطعمة الكورية ويتميز طبق بولجوجي بكثرة عصار اللحم عليه ولا يستغرق طبخه وقتا طويلا ويعد من أكثر الأطباق الكورية شهرةً. وعندما يتناوله الناس مع قطعا من الخضار مثل أوراق الخس أو أوراق السمسم ويأكلونها معا مما يضاعف مذاق طبق بولغوكي المتميز ويساعد على تحقيق التوازن الغذائي.
- مدة الإعداد : نصف ساعة

- مدة الطهو: ربع ساعة

- الكمية : ثلاثة أشخاص

## مواد
600 غ من شرائح لحم البقر، 3 ملعقة طعام من السكر، 2 ملعقة طعام من زيت السمسم، 300 غ من الخس، 12 قطعة من الثوم ،6 قطعة من الفطر الغربي، نصف بصلة واحدة
- صلصة التوابل: 4 ملعقة طعام من صلصة الفول، 4 ملعقة طعام من البصل الأخضر المفروم، 1ملعقة صغيرة من الثوم المفروم، 2 ملعقة طعام من السمسم المالح، 2 ملعقة طعام من خمر جونغ جونغ التقليدي، فلفل أسود

## طريقة الطهو
1. خرّطي الفطر الغربي والبصل والثوم

2. ضعي السكر وزيت السمسم في شرائح لحم البقر وامزجيها.

3. ضعي في إناء صلصة الفول والبصل الأخضر المفروم والثوم المفروم والسمسم المالح وخمر جونغ جونغ والفلفل الأسود وامزجيها.

4. ضعي اللحم في صلصة التوابل وأتركيه لمدة نصف ساعة.

5. سخني مقلاة مسبقا ثم ضعي شرائح اللحم المبتلة في المقلاة.

6. ضعي الخضر التي تم إعدادها سابقا في المقلاة واتركيها حتى تنضج.

7. قدمي بولغوكي مع الخس.
- يتناول الكوريون طبق بولغوكي المخلوط بالخضر من خلال لفها بأوراق الخس.

## خارجي المراجع
1. ↑  "معلومات عن بولجوجي على موقع tasteatlas.com". tasteatlas.com. مؤرشف من الأصل في 2021-03-02.

- "Vank". Voluntary Agency Network of Korea. مؤرشف من الأصل في 2019-05-05.
- "Korea Be Inspired". Korea Tourism Organization. مؤرشف من الأصل في 2010-07-04.